# San Felipe 250
La San Felipe 250 (oficialment: SCORE San Felipe 250), coneguda també com a Baja San Felipe, és una cursa de desert de 250 milles (uns 400 km) de recorregut que se celebra anualment des de 1982 pels voltants de San Felipe, a la península de la Baixa Califòrnia, Mèxic. El recorregut s'ha mantingut relativament igual al llarg dels anys i en la majoria d'edicions s'ha tractat d'una cursa "de bucle" (Loop race), amb sortida i arribada a San Felipe.

## Categories actuals i antigues

### Cotxes i camions

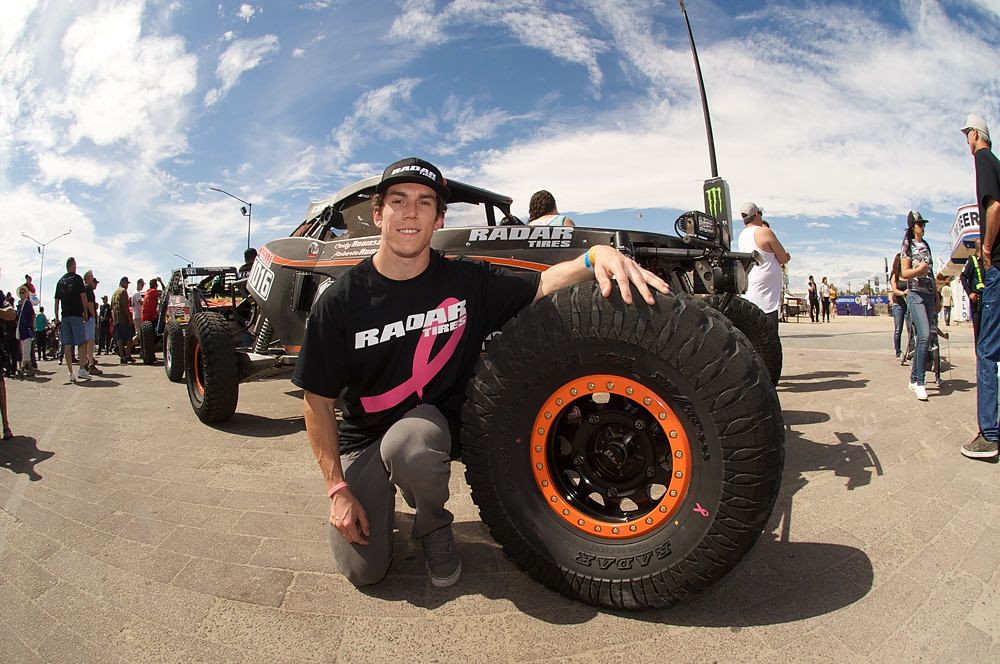
Cody Robinson, guanyador en categoria SCORE Class 10 el 2014

- SCORE Trophy Truck: Camions de producció "Open", sense límit
- SCORE Class 1: Vehicles "open-wheel" (rodes externes) monoplaça o dos seients, sense límit
- SCORE Class 1/2-1600: Vehicles "open-wheel" (rodes externes) monoplaça o dos seients, fins a 1600cc
- SCORE Class 2: Buggies de fins a 2.200cc
- SCORE Class 3: Jeeps 4X4 de distància entre eixos curta
- SCORE Class 4: Vehicles "open-wheel" de fins a 2.200cc, sense límit
- SCORE Class 5: "Baja Bugs" sense límit
- SCORE Class 5-1600: "Baja Bugs" fins a 1600cc
- SCORE Class 6: Camions amb xassís de tub i motor V6
- SCORE Class 7: Mini camions "Open"
- SCORE Class 7S: Mini camions de sèrie (3000cc)
- SCORE Class 7SX: Mini camions modificats (4000cc)
- SCORE Class 8: Camions amb tracció a dues rodes
- SCORE Class 9: Vehicles "open-wheel" monoplaça o dos seients, de distància entre eixos curta
- SCORE Class 10: Vehicles "open-wheel" monoplaça o dos seients, fins a 2000cc
- SCORE Class 11: Turismes Volkswagen de sèrie.
- SCORE Lites Class 12: Vehicles "open-wheel" Volkswagen limitats (monoplaça - 1776cc, o dos seients - 1835cc)
- SCORE Class 17: Jeepspeed
- SCORE Stock Full: Camions de sèrie de gran cilindrada
- SCORE Stock Mini: Mini camions de sèrie (4300cc)
- SCORE Baja Challenge: Limitada, per a vehicles "open-wheel Baja touring"
- SCORE Sportsman Buggy:
- SCORE Sportsman Truck: Camions "pre-cursa"
- SCORE Sportsman UTV: UTV de quatre rodes fins a 660cc
- ProTruck: Camions de producció limitats regulats per la Baja ProTruck Off-Road Race Series

### Motocicletes
- SCORE Class 20: Motors de dos temps fins a 125 cc o de quatre temps fins a 250 cc
- SCORE Class 21: De 126 cc a 250 cc.
- SCORE Class 22: A partir de 250 cc
- SCORE Class 30: Pilots de més de 30 anys
- SCORE Class 40: Pilots de més de 40 anys
- SCORE Class 50: Pilots de més de 50 anys
- SCORE Class 60: Pilots de més de 60 anys

### Quads
- SCORE Class 24: Fins a 250 cc
- SCORE Class 25: A partir de 251 cc

## Guanyadors absoluts
A 1 de gener de 2025
| Any  | Automòbils i Camions                            | Automòbils i Camions                            | Automòbils i Camions                            | Motocicleta                                     | Motocicleta                                     | Motocicleta                                     |
| Any  | Pilots                                          | Vehicle                                         | Classe                                          | Pilots                                          | Vehicle                                         | Classe                                          |
| ---- | ----------------------------------------------- | ----------------------------------------------- | ----------------------------------------------- | ----------------------------------------------- | ----------------------------------------------- | ----------------------------------------------- |
| 1982 | Dan Cornwell                                    | Chenowth VW                                     | 1                                               | Bob Balentine                                   | Honda XR500                                     | 22                                              |
| 1983 | Corky McMillin, Scott McMillin                  | Chenowth Porsche                                | 2                                               | Jack Johnson                                    | Honda XR500                                     | 22                                              |
| 1984 | Corky McMillin, Scott McMillin                  | Chenowth Porsche                                | 2                                               | Dan Smith, Dan Ashcraft                         | Husqvarna CR500                                 | 22                                              |
| 1990 | Brian Collins, Jack Johnson                     | Chenowth VW                                     | 1                                               | Dan Smith, Danny Hamel                          | KTM                                             | 22                                              |
| 1991 | Larry Ragland                                   | Chevy C1500                                     | 8                                               | Larry Roeseler, Ted Hunnicut Jr                 | Kawasaki KX500                                  | 22                                              |
| 1992 | Bob Richey, Boyd Cox                            | Raceco Porsche                                  | 1                                               | Larry Roeseler, Ted Hunnicut Jr                 | Kawasaki KX500                                  | 22                                              |
| 1993 | Scott Douglas                                   | Ford Ranger                                     | 7                                               | Danny Hamel                                     | Kawasaki KX500                                  | 22                                              |
| 1994 | Ivan Stewart                                    | Toyota SR5                                      | TT                                              | Danny Hamel                                     | Kawasaki KX500                                  | 22                                              |
| 1995 | Larry Ragland                                   | Chevy C1500                                     | TT                                              | Danny Hamel, Craig Smith                        | Kawasaki KX500                                  | 22                                              |
| 1996 | Robby Gordon                                    | Ford F-150                                      | TT                                              | Paul Krause, Greg Zitterkopf                    | Kawasaki KX500                                  | 22                                              |
| 1997 | Curt LeDuc                                      | Jeep Grand Cherokee                             | TT                                              | Tim Staab                                       | Honda XR650                                     | 22                                              |
| 1998 | Mark Post, Jerry Whelchel                       | Riviera Chevy                                   | 1                                               | Johnny Campbell, Tim Staab                      | Honda XR650                                     | 22                                              |
| 1999 | Ed Herbst, Tim Herbst                           | Ford F-150                                      | TT                                              | Johnny Campbell, Cole Marshall                  | Honda XR650                                     | 22                                              |
| 2000 | Ed Herbst, Tim Herbst                           | Ford F-150                                      | TT                                              | Johnny Campbell, Tim Staab                      | Honda XR650                                     | 22                                              |
| 2001 | Ed Herbst, Tim Herbst                           | Ford F-150                                      | TT                                              | Steve Hengeveld, Jonah Street                   | Honda XR650R                                    | 22                                              |
| 2002 | Dan Smith, David Ashley                         | Ford F-150                                      | TT                                              | Steve Hengeveld, Johnny Campbell                | Honda XR650R                                    | 22                                              |
| 2003 | Gus Vildósola, Rob MacCachren                   | Ford F-150                                      | TT                                              | Steve Hengeveld, Johnny Campbell                | Honda XR650R                                    | 22                                              |
| 2004 | Mark Post, Jerry Whelchel                       | Ford F-150                                      | TT                                              | Steve Hengeveld, Johnny Campbell                | Honda XR650R                                    | 22                                              |
| 2005 | Andy McMillin, Scott McMillin                   | Jimco Chevy                                     | 1                                               | Chris Blais, Andy Grider, Quinn Cody            | KTM MXC525                                      | 22                                              |
| 2006 | Garron Cadiente                                 | Ford F-150                                      | TT                                              | Robby Bell, Kendall Norman                      | Honda CRF450X                                   | 22                                              |
| 2007 | Mark Post, Rob MacCachren                       | Ford F-150                                      | TT                                              | Robby Bell, Kendall Norman                      | Honda CRF450X                                   | 22                                              |
| 2008 | Brian Collins                                   | Dodge Ram 1500                                  | TT                                              | Robby Bell, Johnny Campbell                     | Honda CRF450X                                   | 22                                              |
| 2009 | Brian Collins                                   | Dodge Ram 1500                                  | TT                                              | Kendall Norman, Timmy Weigand                   | Honda CRF450X                                   | 22                                              |
| 2010 | Armin Schwarz, Martin Christensen               | Jimco BMW                                       | 1                                               | Colton Udall, Jeff Kargola                      | Honda CRF450X                                   | 22                                              |
| 2011 | Rob MacCachren                                  | Ford F-150                                      | TT                                              | Colton Udall, Jeff Kargola                      | Honda CRF450X                                   | 22                                              |
| 2012 | Rob MacCachren                                  | Ford F-150                                      | TT                                              | Kurt Caselli, Ivan Ramirez                      | KTM 450SX-F                                     | 22                                              |
| 2013 | Gustavo Vildósola, Gus Vildosola Jr.            | Ford Raptor                                     | TT                                              | Timmy Weigand, Colton Udall                     | Honda CRF450X                                   | 22                                              |
| 2014 | Gus Vildósola Jr.                               | Ford Raptor                                     | TT                                              | Ricky Brabec, Shane Esposito, Max Eddy Jr.      | Kawasaki KX450F                                 | 22                                              |
| 2015 | Gus Vildósola Jr.                               | Ford Raptor                                     | TT                                              | Colton Udall                                    | Honda CRF450X                                   | 22                                              |
| 2016 | Billy Wilson                                    | Jimco                                           | TT                                              | Colton Udall, Justin Jones                      | Honda CRF450X                                   | 22                                              |
| 2017 | Rob MacCachren                                  | Ford F-150                                      | TT                                              | Mark Samuels, Ryan Penhall, Daymon Stokie       | Honda CRF450X                                   | 22                                              |
| 2018 | Rob MacCachren                                  | Ford F-150                                      | TT                                              | Justin Morgan, Mark Samuels                     | Honda CRF450X                                   | 22                                              |
| 2019 | Andy McMillin                                   | Chevrolet 1500                                  | TT                                              | Justin Morgan, Mark Samuels, Justin Jones       | Honda CRF450X                                   | 22                                              |
| 2020 | No disputada a causa de la Pandèmia de COVID-19 | No disputada a causa de la Pandèmia de COVID-19 | No disputada a causa de la Pandèmia de COVID-19 | No disputada a causa de la Pandèmia de COVID-19 | No disputada a causa de la Pandèmia de COVID-19 | No disputada a causa de la Pandèmia de COVID-19 |
| 2021 | Larry Roeseler                                  | Toyota Tundra                                   | TT                                              | Jason Alosi                                     | Husqvarna FW501                                 | 22                                              |
| 2022 | Luke McMillin                                   | Chevrolet 1500                                  | TT                                              | Juan Carlos Salvatierra                         | KTM 450 SX-F                                    | 22                                              |
| 2023 | Luke McMillin                                   | Chevrolet 1500                                  | TT                                              | Ciaran Naran, Tucker Hopkins                    | Husqvarna FE450                                 | 22                                              |
| 2024 | Alan Ampudia                                    | Ford                                            | TT                                              | Arturo Salas                                    | Honda                                           | 22                                              |